# 臨河里駅
臨河里駅（りんがり-えき）は中華人民共和国北京市通州区に位置する北京地下鉄八通線の駅。駅番号はBT12。

## 駅構造

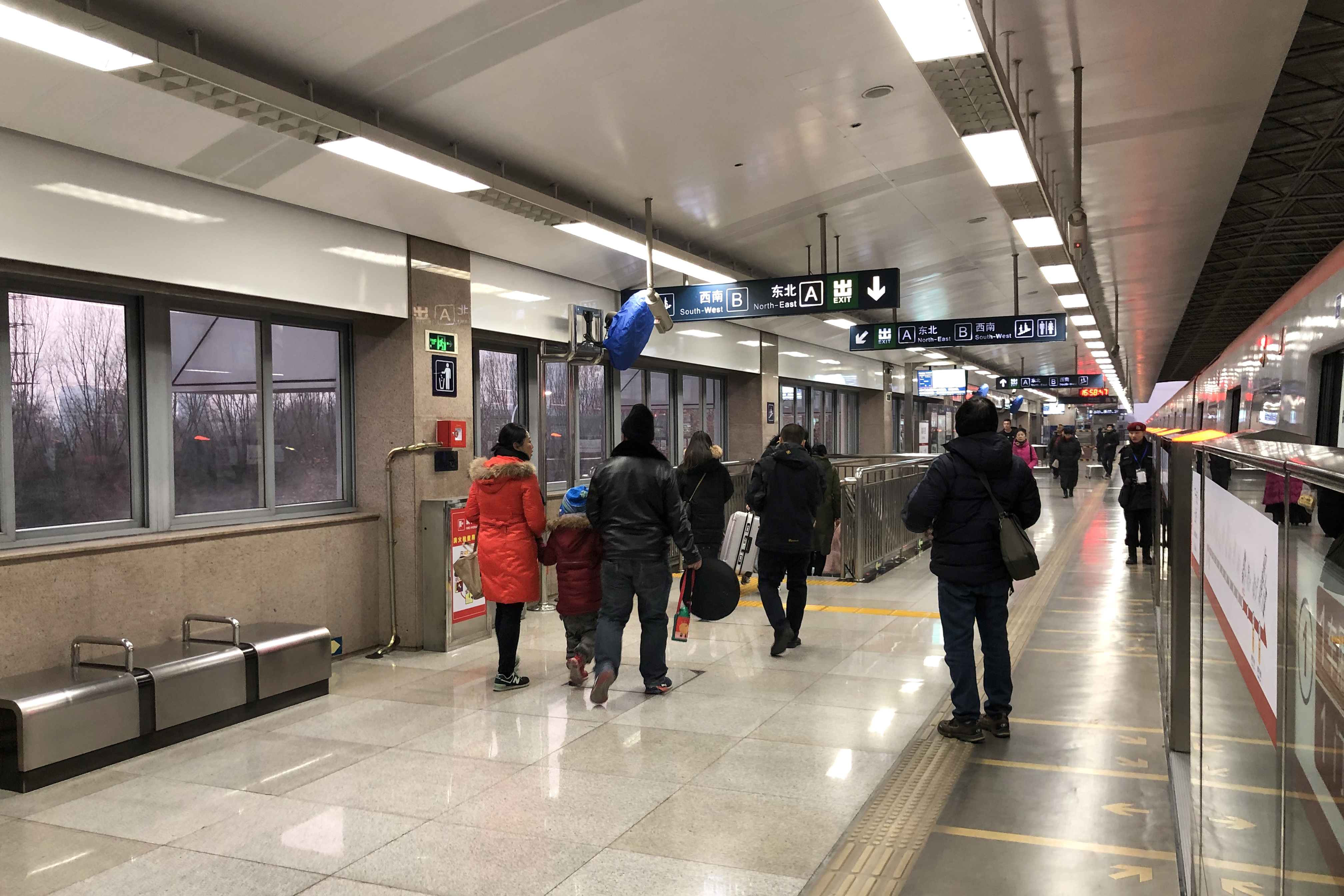
ホーム

相対式ホーム2面2線の高架駅。

## 駅周辺
- 北京食用菌有限公司

## 歴史
- 2003年12月27日 - 開業。

## 隣の駅
■北京地下鉄八通線
梨園駅(BT11) - 臨河里駅 (BT12) - 土橋駅 (BT13)